# Arman Nur

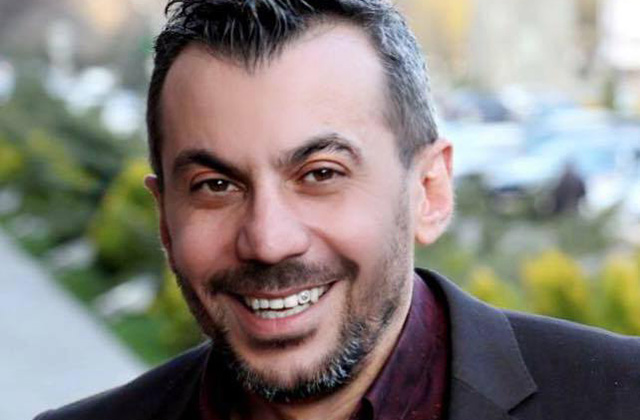
Arman Nur

Arman Nur (armenisch Արման Նուռ; * 11. Oktober 1971 in Jerewan, Armenische SSR, UdSSR) ist ein armenischer Designer, Juwelier, Bildhauer und Maler.

## Leben
Arman Nur wurde am 11. Oktober 1971 in Jerewan geboren. Er studierte im Institut für Keramikästhetik in Jerevan und danach im Toros-Roslin-Institut für Angewandte Kunst an der Fakultät für Metalldesign. Später nahm er an Kursen im Institut für Edelsteinforschung in Moskau teil. Weitere Kurse erhielt er im Institut der Künste und Design in Miami.
Er ist Gründer von Nur Design und seit 2015 der Inhaber und Gründer der Nur Art Gallery Yerevan.
Nur ist verheiratet mit Lilit Hovhannisyan und das Paar hat zwei Kinder.

## Ausstellungen

### Einzelausstellungen
- 2001: „Kunstgalerien“, Galerie Jerewan, Armenien
- 2004: „Gevorgyan“, Ausstellungshalle, Jerewan, Armenien, Ausstellungen in Düsseldorf, Köln, Bonn, Brüssel, Paris, Wien, Moskau
- 2007: „Aratta“, Schmuck-Kollektion, 12 Städte des historischen Armeniens, Kammermusikhaus, Jerewan, Armenien
- 2008: „Aratta“, Schmuck-Kollektion, Ausstellung für Moderne Kunst, Moskau, Russland
- 2016: Ausstellung „YerevanUHI“ für die armenische Frau, Historisches Museum von Jerewan, Armenien[1]
- 2018: „Fly“, Cafesjian-Zentrum der Künste, Jerewan, Armenien[2]
- 2018 “Aratta collection”, Schmuckausstellung im Pirro del Balzo Castel, Sala Gesualdo, Venosa, Italien.
- 2018 “Diagramm”, Ausstellung von Gemälden, Grafiken, Schmuck und Skulpturen in der Internationalen Kunstgalerie und Akademie Porta Coeli, Venosa

### Gruppenausstellungen
- 2001: Internationale Ausstellung „Juwelier 2001“, Moskau, Russland
- 2002: „JUNWEX“, Internationale Ausstellung, Sankt Petersburg, Russland
- 2007: „Aratta“, Schmuck-Kollektion, Russische Modewoche, Moskau, Russland[3]
- 2008: „Aratta“, Schmuck-Kollektion, Kiewer Modewoche, Kiew, Ukraine
- 2010: „Aratta“, Schmuck-Kollektion, Shanghai Expo, China
- 2011: „Aratta“, Georgische Modewoche, Tiflis, Georgien
- 2017: Florence Contemporary Art Biennale, Erster Preis: Lorenzo-il-Magnifico-Goldmedaille[4]
- 2018: Erstes internationales Bildhauersymposium, Aparan, Armenien[5]
- 2018, Dezember Bibart 2018/2019 Internationale Kunstbiennale, Bari, Italien.
- 2019, August Art Nocturne Knocke, Knokke, Belgien.

## Kunstwerke
- „Der Leser“ ist ein Denkmal in der Nähe der Khnko-Aper Nationale Kinderbibliothek, die 2013 eingerichtet wurde.[6]
- „Kindheit“, eine Skulptur im Garten des Hämatologischen Zentrums nach Professor Yolyan, platziert im Jahr 2017.[7]
- „Sieben Brunnen“; der Springbrunnen wurde 2010 aufgestellt.[8]
- „Artist“, Skulptur, Preis „Open Music Festival“.
- „Nran Hatik“, Skulptur, Preis des Kindertheater-Festivals.
- „Lass es das Licht sein“, Skulptur, ökumenischer Preis des Internationalen Filmfestivals ‘’Golden Apricot’’.[9]
- „Schwalbe“, Skulptur, National Music Award.[10]
- „Fliege“; wurde mit der Lorenzo-Il-Magnifico-Goldmedaille der Florence Contemporary Art Biennale 2017 ausgezeichnet.[11]
- Die erste Skulptur-Animation „Genius“.
- „Satenik Schmuckbox“, Schmuck-Kollektion.[12]
- „Jesus “-Skulptur, die in Bibart 2018/2019 mit dem „Critics Award “ausgezeichnet wurde. Internationale Kunstbiennale, Bari, Italien.

## Auszeichnungen
Während seiner künstlerischen Karriere erhielt Nur eine Reihe von repräsentativen Auszeichnungen aus Armenien und im Ausland, darunter im Jahr 2012 die Goldene Medaille des Ministeriums für Kultur der Republik Armenien und die Moses-von-Choren-Medaille des Präsidenten der Republik Armenien. Im Oktober 2017 erhielt Nur für die Skulpturen „Fly“ und „Evolution“ den ersten Preis mit der Goldmedaille der Internationalen Biennale für zeitgenössische Kunst in Florenz, Italien.
Im Januar 2019  Arman Nur Skulptur „Jesus“ gewann den „Critics Award“ in der Bibart 2018/2019 International Art Biennale, Bari, Italien.

## Mitgliedschaften
- Ehrenmitglied der Union der Designer von Usbekistan
- Mitglied der International Union of Designers
- Mitglied der Union der Designer von Armenien

## Galerie

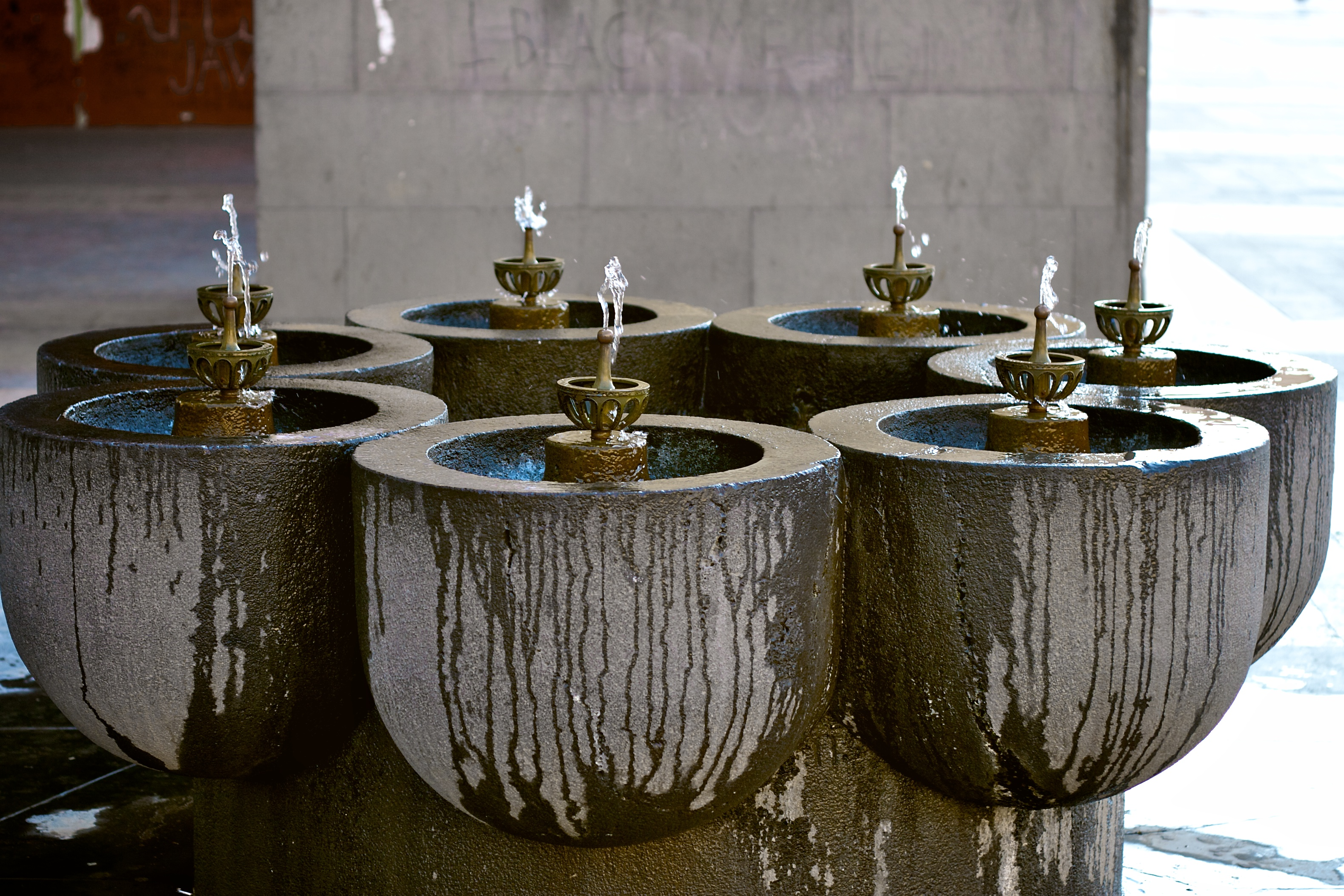
Sieben Brunnen
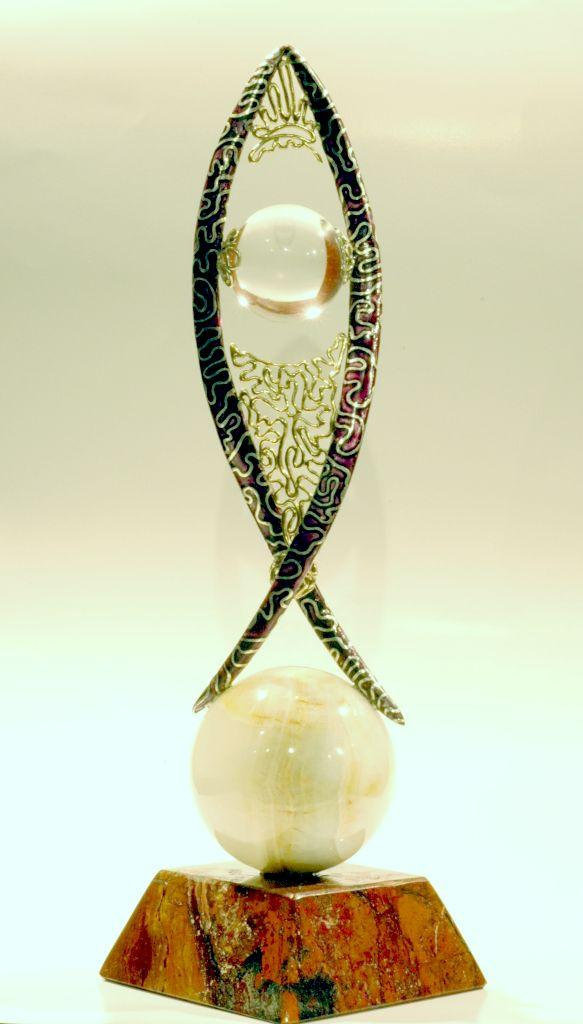
Lass es das Licht sein
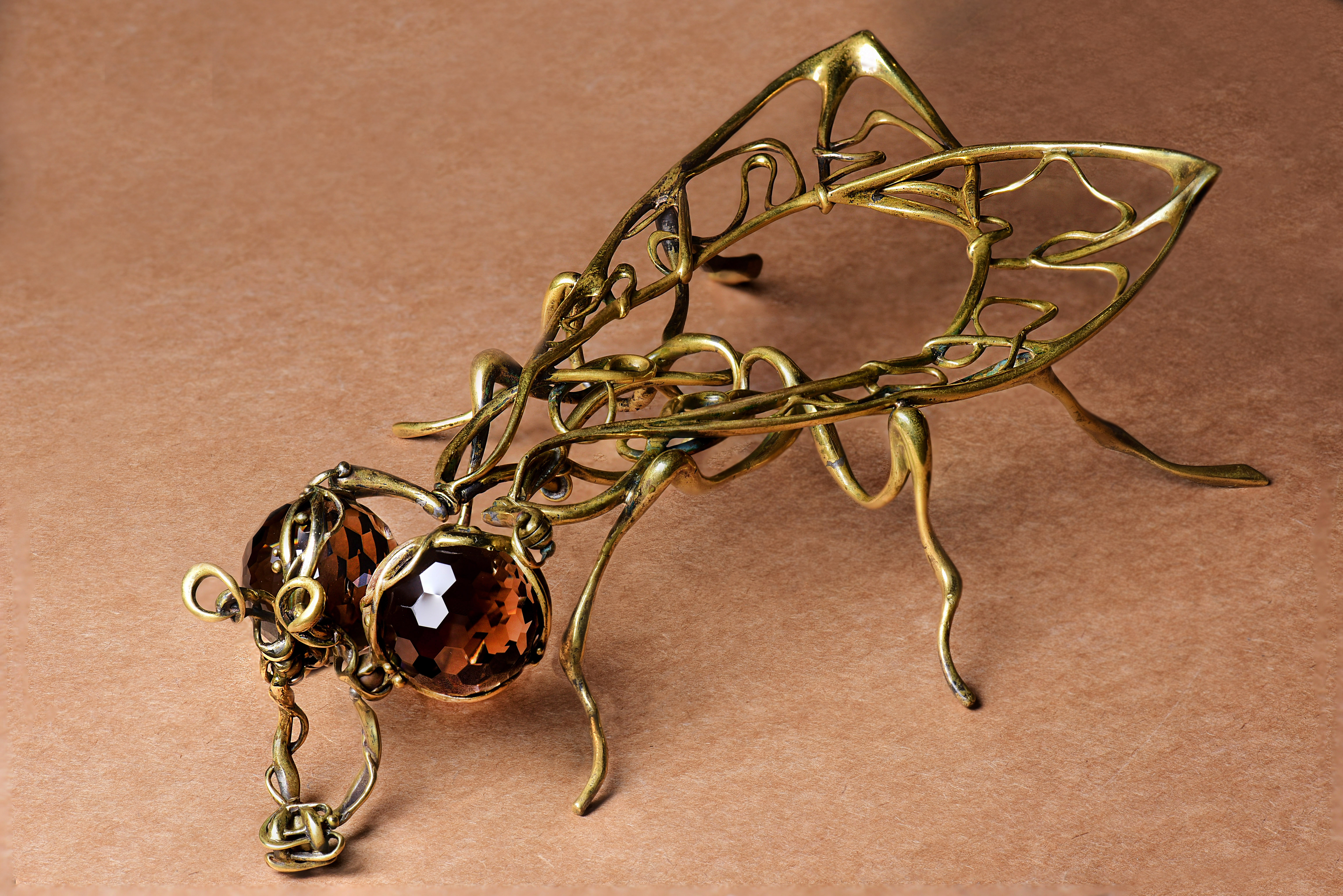
Fliege
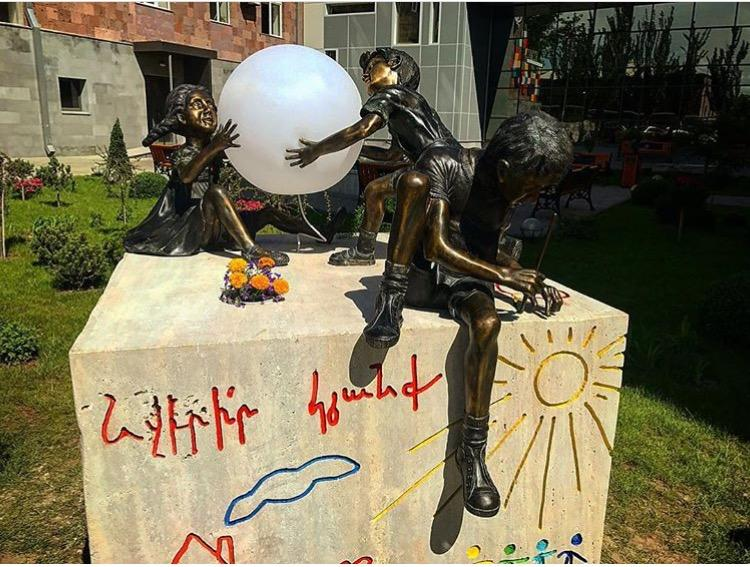
Kindheit